# Alexandre Mendy (football, 1983)
Pour les articles homonymes, voir Alexandre Mendy et Mendy.
Alexandre Mendy est un footballeur français d'origine sénégalaise[évasif], né le 14 décembre 1983 à Paris. Il joue actuellement au poste d'arrière droit au Sarreguemines FC.
Il est le frère de Vincent Mendy, lui aussi footballeur. 
Alexandre Mendy a joué plus de 200 matchs en Gambrinus Liga.

## Carrière
- 1999-2001 :  RC Strasbourg (formation)
- 2001-2002 :  FC Versailles
- 2002-2003 :  FC Les Lilas
- 2003-2005 :  Marila Příbram
- 2005-2007 :  SIAD Most
- 2007-2011 :  Mladá Boleslav
- 2011-2012 :  Chesterfield FC
- 2012-2014 :  FC Hansa Rostock
- 2014-2019 :  FC Sarrebruck
- Depuis 2019 :  Sarreguemines FC[1]

## Palmarès
| Mladá Boleslav - Coupe de République Tchèque (1) : - Vainqueur : 2010-11. |  | Chesterfield FC - Football League Trophy (1) : - Champion : 2011-12. |  | FC Sarrebruck - Regionalliga Sud Ouest (1) : - Champion : 2017-18. |